# Анна Кемп
Анна Регсдейл Кемп (англ. Anna Ragsdale Camp, нар. 27 вересня 1982, Ейкен, Південна Кароліна, США) — американська акторка.

## Раннє життя
Анна Кемп народилася 1982 року і виросла в Колумбії, Південна Кароліна. У 2004 році вона закінчила зі ступенем бакалавра Університет Північної Кароліни і незабаром переїхала до Нью-Йорка, де почала свою кар'єру актриси.

## Кар'єра
Анна Кемп виступала разом з Денієлом Редкліффом в спірній п'єсі «Еквус» на Бродвеї в 2008 році. Тоді ж вона знялася в пілоті серіалу Reinventing the Wheelers для каналу ABC. Однак, він не отримав зелене світло на подальше виробництво. Того ж року вона з'явилася в серіалі «Кашемірова мафія».
Кемп мала періодичну роль у другому сезоні серіалу «Реальна кров» у 2009 році, а також мала помітні ролі в серіалах «Божевільні» і «Гарна дружина». Вона зіграла невелику роль у фільмі «Прислуга» в 2011 році, після чого отримала одну з головних ролей в музичній комедії «Ідеальний голос» з Бріттані Сноу, Ребел Вілсон і Анною Кендрік, яка вийшла в жовтні 2012 року. Також у 2012 році отримала регулярну роль у комедійному серіалі «Проєкт Мінді» з Мінді Каллінг.

## Особисте життя
У 2010—2013 роки Кемп була одружена з актором Майклом Мослі.
У 2016—2019 роки Кемп була одружена з партнером по фільму «Ідеальний голос» Скайларом Естіном.
У травні 2025 повідомила, що перебуває у лесбійських стосунках зі стилісткою Джейд Віпкі.

## Фільмографія

### Фільми
| Рік  | Назва                                                              | Роль             | Примітки               |
| ---- | ------------------------------------------------------------------ | ---------------- | ---------------------- |
| 2007 | І прийшла любов / And Then Came Love                               | Кіккі            |                        |
| 2008 | Пташка / Pretty Bird                                               | Бекка Френч      |                        |
| 2008 | Just Make Believe                                                  | Крістін          |                        |
| 2009 | 8 Easy Steps                                                       | Лора             |                        |
| 2010 | Bottleworld                                                        | Кріссі           |                        |
| 2010 | Забуваючи цю дівчину / Forgetting the Girl                         | Адрієнн Гілкрест |                        |
| 2011 | Прислуга / The Help                                                | Джолін Френч     |                        |
| 2012 | Ідеальний голос / Pitch Perfect                                    | Обрі             |                        |
| 2015 | Ідеальний голос 2 / Pitch Perfect 2                                | Обрі             |                        |
| 2015 | У пастці / Caught                                                  | Сабрина          |                        |
| 2016 | Світське життя / Café Society                                      | Кенді            |                        |
| 2016 | Одна ніч / One Night                                               | Елізабет         |                        |
| 2016 | Brave New Jersey                                                   | Пег Пріскетт     |                        |
| 2016 | Three Women                                                        | Вероніка         | короткометражний фільм |
| 2017 | Найбільш ненависна жінка Америки / The Most Hated Woman in America | міс Лутц         |                        |
| 2017 | Ідеальний голос 3 / Pitch Perfect 3                                | Обрі             |                        |

### Телебачення
| Рік       | Назва                                                    | Роль                  | Примітки                                            |
| --------- | -------------------------------------------------------- | --------------------- | --------------------------------------------------- |
| 2007      | Reinventing the Wheelers                                 | Мег Віллер            | пілот                                               |
| 2008      | Кашемірова мафія / Cashmere Mafia                        | Брук Одейр            | епізод: «Pilot»                                     |
| 2009-2014 | Реальна кров / True Blood                                | Сара Ньюлин           | 23 епізоду                                          |
| 2009      | Офіс / The Office                                        | Пенні Біслі           | епізод: «Niagara: Part 1»                           |
| 2009      | Хор / Glee                                               | Кендіс Дустра         | епізод: «Sectionals»                                |
| 2010      | 4исла / Numb3rs                                          | Siouxsie Dark         | епізод: «Devil Girl»                                |
| 2010      | Таємні операції / Covert Affairs                         | Ешлі Бріггс           | епізод: «Houses of the Holy»                        |
| 2010      | Божевільні / Mad Men                                     | Бетані Ван Нуйс       | 3 епізоди                                           |
| 2011      | Любов кусається / Love Bites                             | Prudence              | епізод: «Stand and Deliver»                         |
| 2011-2016 | Гарна дружина / The Good Wife                            | Кейтлін д'арсі        | 9 епізодів                                          |
| 2011      | Оселя брехні / House of Lies                             | Рейчел                | епізод: The Gods of Dangerous Financial Instruments |
| 2012-2013 | Проєкт «Мінді» / The Mindy Project                       | Гвен Грэнди           | 13 епізодів                                         |
| 2013      | Вегас / Vegas                                            | Вайлет Міллс          | 4 епізоди                                           |
| 2013      | Супер веселий вечір / Super Fun Night                    | Фелісіті              |                                                     |
| 2013      | Як я зустрів вашу маму / How I Meet Your Mother          | Кессі                 | епізоди: Knight Vision і The Lighthouse             |
| 2013-2015 | Нижній поверх / Ground floor                             | Хитрий Дойл           | 3 епізоди                                           |
| 2014      | Ліга / The League                                        | Пенні                 | епізод: The Heavenly Fouler                         |
| 2014      | Софія Прекрасна / Sofia the First                        | принцеса Айві (голос) | епізод: The Curse of Princess Ivy                   |
| 2014      | Damaged Goods                                            | Ніколь                | телефільм                                           |
| 2015      | Зоряна принцеса і сили зла / Star vs. the Forces of Evil | Пікс (голос)          | епізод: Pixtopia                                    |
| 2015      | Святі і чужі / Saints & Strangers                        | Дороті Бредфорд       | сезон 1, серія 1                                    |
| 2015      | Куратори общаги / Resident Advisors                      | Констанс Ренфро       | епізод: Conflict Resolution                         |
| 2016      | Незламна Кіммі Шмідт / Unbreakable Kimmy Schmidt         | Дейдра Робесп'єр      | 2 епізоди                                           |
| 2016      | Зразкові бунтарки / Good Girls Revolt                    | Джейн Холландер       | 10 епізодів                                         |